# 27932 Leonyao
27932 Leonyao è un asteroide della fascia principale. Scoperto nel 1997, presenta un'orbita caratterizzata da un semiasse maggiore pari a 2,3070448 UA e da un'eccentricità di 0,1242040, inclinata di 5,50068° rispetto all'eclittica.